# Spoken (álbum)
Spoken é o sexto álbum de estúdio da banda Spoken, lançado em 25 de Setembro de 2007.

## Faixas
1. "History Erased" — 2:26
2. "Close Your Eyes" — 3:15
3. "Not Soon Forgotten" — 2:43
4. "Trading in This Troubled Heart" — 3:27
5. "You're the One" — 4:33
6. "Brought to Life" — 2:50
7. "Long Live the Dream" — 2:31
8. "Start the Revolution" — 6:19
9. "The Meaning Of..." — 3:20
10. "When Hope Is All You Have" — 2:46
11. "The Answer" — 4:00

## Desempenho nas paradas musicais
| Parada musical (2007)                 | Posição |
| ------------------------------------- | ------- |
| Estados Unidos - Top Christian Albums | 26      |
| Estados Unidos - Top Heatseekers      | 26      |